# Rudolph von Freyberg-Eisenberg
Rudolph von Freyberg-Eisenberg (né le 6 juin 1817 à Wurtzbourg, mort le 3 mars 1887 à Haldenwang) est un ancien membre du Reichstag.

## Biographie
Rudolph von Freyberg-Eisenberg fait ses études chez les Jésuites de Fribourg en Suisse puis à l'université de Munich. Il reprend la gestion des biens de la famille. En 1860, il fait rénover le château de Haldenwang (de). Il devient membre du Landsrat de Souabe en 1868 puis du Landstag de Bavière de 1869 à 1871. Il participe à l'organisation de coopératives agricoles.
De novembre 1883 à 1887, il est membre du Reichstag dans la circonscription de Souabe 3 Dillingen, Guntzbourg, Zusmarshausen pour le Zentrum.

## Source de la traduction
- (de) Cet article est partiellement ou en totalité issu de l’article de Wikipédia en allemand intitulé « Rudolph von Freyberg-Eisenberg » (voir la liste des auteurs).